# Siège de Bourg-en-Bresse
Guerre franco-savoyarde (1600-1601)
Batailles
Guerre franco-savoyarde (1600-1601)
- Bourg-en-Bresse
- Montmélian
- Chambéry
- Conflans
- Charbonnières
- Maurienne et Tarentaise
- Comté de Nice
- Marquisat de Saluces

Le siège de Bourg-en-Bresse est un épisode de la guerre franco-savoyarde qui se déroule du 13 août 1600 au 9 mars 1601, qui voit les troupes françaises de Henri IV prendre Bourg-en-Bresse.

## Contexte

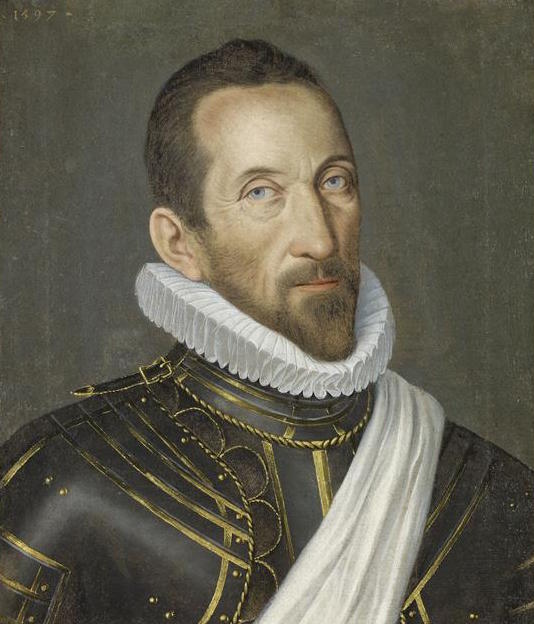
François de Bonne, duc de Lesdiguières.

Lorsqu'en 1562, la maison de Saluces, anciennement souveraine puis vassale de la France s'éteignit par la mort de Gabriel de Saluces, dernier marquis, François Ier, réunit le marquisat de Saluces à la couronne de France.
Pour Charles-Emmanuel la possession de ce territoire était presque indispensable pour avoir une communication entre le Piémont et le comté de Nice. Profitant des troubles intérieurs français, il s'empare, le 1er octobre 1588, du marquisat sous prétexte d'empêcher le chef des Protestants en Dauphiné, Lesdiguières, ne le prenne pour répandre ses doctrines en Italie.
Le 20 décembre 1599, Henri IV reçoit le duc de Savoie à Fontainebleau.
Afin de régler le différend, Henri IV offre à Charles-Emmanuel soit de garder le marquisat de Saluces contre la cession de la Bresse soit de le rendre purement et simplement.
Le duc de Savoie demanda un délai de réflexion de 3 mois et repartit très mécontent en mars 1600 pour ses États. Il s'adressa à la cour d'Espagne par l'intermédiaire du gouverneur de Milan Pedro Enríquez de Acevedo, comte de Fuentes, pour l'assister dans ses projets.
Le terme de 3 mois étant écoulé, Henri IV fait sommer Charles-Emmanuel de se déclarer. Le prince répond que la guerre lui serait moins préjudiciable qu'une paix comme celle qu'on lui offrait.
Immédiatement, Henri IV lui déclare la guerre, le 11 août 1600, afin de pas laisser le temps au comte de Fuentes de terminer ses préparatifs, et envahit le duché de Savoie.

## L'approche sur Bourg

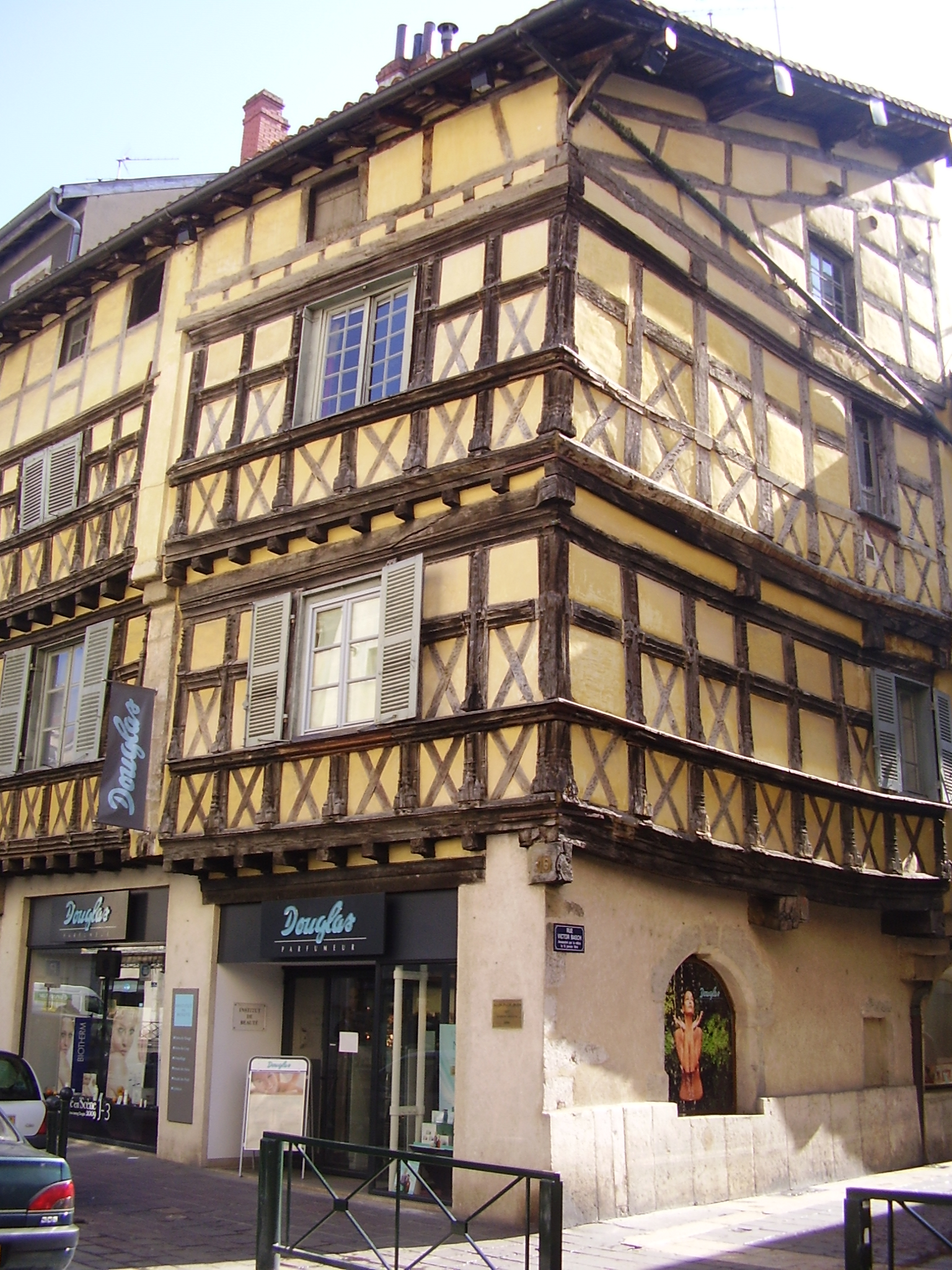
Maison à Bourg-en-Bresse

Après avoir fait reconnaitre le château et la ville de Bourg-en-Bresse par les capitaines Vienne et Castenet, qui indiquèrent qu'ils pouvaient s'emparer de la ville par le moyen du pétard, Henri IV charge le maréchal de Biron de prendre la place.
Le roi avait choisi sans le savoir celui de tous ses officiers-généraux le moins propre à faire réussir cette entreprise. En effet Biron conspirait depuis plusieurs années contre Henri IV et était désormais très engagé avec le Duc de Savoie. Il fit donc avertir Jacques de Bouvens, le gouverneur de Bourg, de se tenir sur ses gardes et lui indiqua le jour et l'heure où l'on comptait surprendre la ville.
Jacques de Bouvens communiqua à la garnison et aux habitants de Bourg les renseignements, les exhorta à se défendre farouchement, alluma de grands feux, doubla et tripla même la garde et prit pour la nuit de l'attaque toutes les mesures possibles, se mettant même, lui-même, sentinelle.
Tout le monde attendait impatiemment minuit, l'heure à laquelle devait être effectuée l’attaque.
Cependant c'est seulement le 13 août 1600 au point du jour que le maréchal Biron se présente devant Bourg-en-Bresse, après avoir pris un long détour, avec les régiments Champagne, Navarre, les carabins de sa garde et quelques pièces de canon. Sully indique qu'il ignore la raison de ce retard mais émet trois hypothèses ; « soit pour donner plus de temps au gouverneur, soit pour faire manquer l'entreprise, soit par un pur hasard ».
Biron voulut persuader les officiers de remettre l'attaque de la ville à plus tard, l'heure n'étant pas appropriée. Plusieurs de ses officiers se rangèrent de son avis mais les capitaines Saint-Angel, Chambaret, Lostange, Vienne et en particulier Castenet, qui voulait à tout prix placer son pétard même en plein jour avec les bastions garnis, ainsi que Pierre d'Escodeca baron de Boesse-Pardaillan, mestre de camp du régiment de Navarre, à qui le Roi avait promis le poste de gouverneur de la citadelle de Bourg-en-Bresse, refusèrent.

## La prise de Bourg

Drapeau du régiment de Champagne de 1569 à 1791.

La garnison et les bourgeois de Bourg ayant veillé jusque quatre heures du matin, ils crurent soit que l'entreprise avait échoué soit qu'elle était imaginaire. Ils allèrent donc déjeuner puis se coucher, lorsque le soleil se leva. Ils laissèrent toutefois des sentinelles sur les murailles pour garder la ville, mais elles aussi fatiguées par cette nuit de veille.
Le capitaine Castenet avec trois hommes, s'avancèrent jusqu'à la contre-escarpe avec chacun un pétard à la main, suivi d'une douzaine d'hommes vaillants et bien armés. À l'interrogation de la sentinelle, Castenet répondit « qu'ils étaient des amis de la ville et qu'ils venaient avertir le gouverneur que des gens de guerre avaient paru à deux mille pas et s'en étaient retournés. Il ajouta qu'il avait plusieurs choses à dire à monsieur de Bouvens de la part du Duc de Savoie et demanda au soldat de lui faire ouvrir la porte ». Le soldat partit alors chez le gouverneur.
Pendant ce temps, Castenet s'avance jusqu'à la porte, pose son pétard qui emporte le pont-levis et fait une brèche par laquelle les douze hommes entrent rapidement, puis après eux le reste de l'armée. Le mouvement fut si rapide que la ville se trouva pleine de soldats français et Bouvens n'eut que le temps de se retirer précipitamment avec sa garnison dans la citadelle.
La citadelle étant forte, Biron confia le blocus au lieutenant général en Bourgogne Edme de Malain baron de Lux, avec quelques troupes d'infanterie pour garder les batteries. Le maréchal alla conquérir la Bresse, le Bugey et le comté de Gex. Il prit successivement Poncin, Pont d'Ain, Ambronay, Saint Denis-le-Chosson, Saint-Rambert, Belley, la chartreuse de Pierre-Châtel, les deux Seyssel, le fort l'Écluse et Gex.
Conformément au Traité de Lyon, signé le 16 janvier 1601, qui prévoyait la remise de la citadelle de Bourg, les troupes savoyardes enfermées dans la citadelle, avec le gouverneur, n'en sortirent que le 9 mars 1601.
Bourg devint place frontière en face de la Franche-Comté alors espagnole. Le régiment de Champagne qui en avait fait le blocus, y resta en garnison jusqu'en 1611 époque où la place fut démantelée. Pierre d'Escodeca baron de Boesse-Pardaillan, son mestre de camp en fut nommé gouverneur.